# Ghost Dad - Papà è un fantasma
Ghost Dad - Papà è un fantasma (Ghost Dad) è un film del 1990 diretto da Sidney Poitier e interpretato da Bill Cosby.

## Trama
Elliot Hopper, vedovo con tre figli, è molto impegnato con il proprio lavoro e, nonostante il grande affetto, finisce col trascurare la famiglia. Nell'azienda dove lavora si sta per concludere un'importante fusione tra due grandi compagnie e Elliot ne cura i dettagli. Improvvisamente muore in un incidente automobilistico nel quale il taxi in cui viaggia cade in un lago insieme allo spericolato e pazzo tassista Curtis Burch. Elliot, ora diventato un fantasma, torna a casa dove impara come farsi vedere e sentire dai propri figli e spiega loro l'accaduto. All'improvviso, viene "trasportato" a Londra dal medium Sir Edith Moser, il quale gli spiega che la sua è una situazione anomala e che, comunque, rimarrà in queste condizioni solo per qualche giorno prima di abbandonare del tutto la vita terrena.
Da questo momento inizia per Elliot una gara contro il tempo per sistemare tutto quello che ha in sospeso e che serve per l'avvenire dei figli. Deve assolutamente portare a termine la fusione di cui si occupa per non essere licenziato e deve sostenere la visita medica per l'assicurazione. Per farlo deve superare le enormi difficoltà derivanti dal fatto di essere un fantasma privo di corpo e visibile solo in ambienti quasi privi di luce. In questo poco tempo, deve anche gestire i rapporti con l'amica Joan, l'interferenza di un piccolo ficcanaso e ricattatore, allontanare uno spasimante della figlia più grande Diane e aiutare il figlio Danny con la scuola. Grazie ai suoi sforzi, la fusione va in porto ma, a causa delle sue numerose assenze, viene comunque licenziato.
Quando il tempo di Elliot sulla Terra sta per terminare, arriva da Londra Moser. Dopo accurate indagini, ha capito che Elliot in realtà non è morto, ma sta vivendo un'esperienza di "vita extra corporea". In passato è già successo a una persona e, parlando, scoprono che era proprio il padre di Elliot. È urgente trovare il corpo di Elliot per riunirlo allo "spirito" altrimenti la morte sarà inevitabile. Decidono di andare a cercare il corpo ma Diane, cadendo dalle scale, perde conoscenza e viene ricoverata in ospedale. In quella condizione, anche Diane si separa dal proprio corpo dimostrando un'evidente predisposizione genetica. Cercando nei vari reparti, riesce a trovare il corpo del padre ricoverato lì in coma ma con il nome del tassista. Entrambi rientrano nei propri corpi e riprendono conoscenza. Usciti dall'ospedale, Elliot riconosce il tassista folle che è uscito indenne dall'incidente e lo invita ad andare all'inferno e rimanerci fino all'arrivo della prima nevicata. La famiglia, compresa Joan, è adesso riunita e felice.

## Produzione
Inizialmente, John Badham avrebbe dovuto dirigere il film con Steve Martin nel ruolo del protagonista Elliot Hopper. Tuttavia, sia Badham che Martin abbandonarono il progetto per ragioni ignote. Di conseguenza, la Universal scritturò Sidney Poitier e Bill Cosby come sostituti.